# Ranunculus eastwoodianus
Ranunculus eastwoodianus är en ranunkelväxtart som beskrevs av L. Benson. Ranunculus eastwoodianus ingår i släktet ranunkler, och familjen ranunkelväxter. Inga underarter finns listade i Catalogue of Life.